# 工藤隆
工藤 隆（くどう たかし、1942年4月7日 - ）は、日本の日本文学研究者・演劇研究者、大東文化大学名誉教授。
栃木県宇都宮市生まれ。東京大学経済学部卒業、早稲田大学大学院文学研究科演劇専修修士課程修了、同博士課程単位取得退学。はじめ劇作家・演劇評論家、のち上代口承文芸の研究に移り、大東文化大学文学部教授。2013年退任。『歌垣の世界　歌垣文化圏の中の日本』で2015年度志田延義賞受賞。

## 著書
- 『日本芸能の始原的研究』三一書房 1981
- 『劇的世界論』花林書房 1984
- 『黄泉帰り 叛乱のあと三部作 工藤隆戯曲集』花林書房 1984
- 『演劇とはなにか 演ずる人間・演ずる文学』三一書房 1989
- 『大嘗祭の始原 日本文化にとって天皇とはなにか』三一書房 1990
- 『祭式のなかの古代文学』桜楓社 1993
- 『古事記の生成』笠間書院 1996
- 『新・坊っちゃん』三一書房 1996
- 『歌垣と神話をさかのぼる 少数民族文化としての日本古代文学』新典社選書 1999
- 『ヤマト少数民族文化論』大修館書店 あじあブックス　1999
- 『四川省大涼山イ族創世神話調査記録』大修館書店 2003
- 『日本・神話と歌の国家』勉誠出版 2003
- 『古事記の起源 新しい古代像をもとめて』中公新書 2006
- 『日本・起源の古代からよむ』勉誠出版 2007
- 『21世紀日本像の哲学 アニミズム系文化と近代文明の融合』勉誠出版 2010
- 『古事記以前』大修館書店 2011
- 『古事記誕生 「日本像」の源流を探る』中公新書 2012
- 『古代研究の新地平　始原からのアプローチ』三弥井書店 2013
- 『歌垣の世界　歌垣文化圏の中の日本』勉誠出版 2015
- 『大嘗祭　天皇制と日本文化の源流』中公新書 2017

### 共編著・翻訳
- 『中国少数民族歌垣調査全記録1998』岡部隆志共著 大修館書店 2000
- 『声の古代 古層の歌の現場から』編 武蔵野書院 2002
- 『中国少数民族と日本文化 古代文学の古層を探る』編 勉誠出版 2002
- 『雲南省ペー族歌垣と日本古代文学 施珍華 ペー語歌詞表記』張正軍訳 勉誠出版 2006
- 『七五調のアジア 音数律からみる日本短歌とアジアの歌』岡部隆志,西條勉共編著 大修館書店 2011
- 『古事記の起源を探る創世神話』真下厚,百田弥栄子共編 三弥井書店 2013

### 映画監修
- 『時の絲ぐるま』石井友規監督 2020

## 参考サイト
- http://bookweb.kinokuniya.co.jp/htm/4469222135.html